# Burst City
Burs City es una película de acción y musical de punk rock distópica japonesa. Estrenada en 1982, la película fue dirigida por Gakuryū Ishii. Principalmente un escaparate para varias bandas de punk rock específicas de la época, como The Roosters, The Rockers y The Stalin, la película también es puramente demostrativa de la cultura y la actitud de la comunidad de punk rock de Japón a mediados y finales de la década de 1970. y principios de la década de 1980, y se considera una película definitoria de esa subcultura. 

## Trama
La trama no es muy compleja, ya que gran parte de la acción y el drama de la película se basan en interludios musicales, interacciones de personajes y comentarios sobre el sistema de clases en el universo ficticio de la película. La trama que hay sigue dos hilos diferentes.
En el primer hilo, los residentes de un futuro distópico intentan rebelarse contra la construcción de una planta de energía nuclear en su parte de Tokio. Corren autos, festejan y pelean con la música de The Rockers y The Stalin. En el segundo, un pequeño mudo y su amigo incondicional recorren la ciudad en bicicleta, persiguiendo al asesino del hermano del mudo.
Los dos hilos se combinan cuando los motociclistas se encuentran con los trabajadores de la construcción de la central eléctrica y descubren que el opresivo empresario que dirige la central eléctrica es el mismo hombre que estaban buscando. Los motociclistas, trabajadores y punks se unen para enfrentarse al empresario y sus amigos yakuza . Llega la "policía de batalla" y todo estalla en violencia.

## Producción
Ishii creó Burst City justo en medio del movimiento punk en Japón, y muchos músicos punk contemporáneos asumieron papeles principales en la película, además de interpretar canciones en la película. Ishii quería presentar músicos de los tres principales centros punk de Japón: The Stalin eran de Tokio, Machizo Machida era de Kansai y The Roosters and the Rockers eran de Kyushu .  El elenco y el equipo vivieron en el set posapocalíptico que construyeron durante el rodaje. 
Para darle a la película una sensación fresca y revolucionaria, Ishii experimentó con muchas técnicas diferentes. El estilo de edición es extremadamente rápido y caótico, y algunas escenas combinan una mezcla de tomas subdesarrolladas y tomas a velocidad normal con resultados sorprendentes. Los números musicales y las escenas de los artistas preparándose entre bastidores están filmados en estilo documental.  Los fondos están poblados por miles de extras con trajes y peinados excéntricos, todos capturados en una película granulada de 16 mm.  

## Realización
La película fue distribuida por el estudio Toei . Posteriormente fue lanzado en DVD de la Región 1 por Discotek en junio de 2006, y luego en Blu-ray en enero de 2016 por Toei.  Fue lanzado en Blu-Ray en la Región 1 por Arrow Video en noviembre de 2020. 

## Recepción
La película goza de gran prestigio tanto entre la crítica como entre el público. Su estilo hipercinético e implacablemente lleno de energía era tremendamente diferente de otras películas de la época y extremadamente innovador. La película también es considerada por estar puramente inspirada en la música y en la forma en que la estética, la cultura y la música punk ejercen su influencia sobre cada elemento, escena y personaje de la película. Ha sido llamado uno de los "puntos de partida del cine japonés contemporáneo", junto con Shuffle, Panic in High School y Crazy Thunder Road del propio Ishii. 
Es discutible si las innovaciones cinematográficas de ayer se trasladan a los espectadores de hoy. Todd Brown de ScreenAnarchy argumentó que "si bien Burst City es claramente una película decisiva, se destaca mejor como documento cultural que como película per se",  pero Simon Abrams escribió en RogerEbert.com que el director "captura perfectamente La actitud quisquillosa y desafiante de sus súbditos, haciendo de Burst City una reacción desafiante (y aún relevante) a la proliferación nuclear. 

## Banda sonora
La banda sonora original de Burst City fue lanzada por SEE SAW el 5 de marzo de 1982.

### Lanzamientos
| N.º | Fecha                   | Etiqueta       | Formato | Número de producto |
| --- | ----------------------- | -------------- | ------- | ------------------ |
| 1   | 5 de marzo de 1982      | BALANCÍN       | LP      | C28A0207           |
| 2   | 7 de diciembre de 1988  | BALANCÍN       | CD      | D25P6295           |
| 3   | 20 de mayo de 1994      | Cañón del poni | CD      | PCCA-00584         |
| 4   | 20 de noviembre de 2002 | BALANCÍN       | CD      | PCCA-01812         |